# San Fernando (San Juan de Bigote)
San Fernando es una localidad peruana ubicada en el distrito de San Juan de Bigote, en la provincia de Morropón del departamento de Piura, al norte del Perú. En el 2017 tenía una población de 8 habitantes según el INEI.